# Сплячий
«Сплячий» (англ.  Sleeper) — фантастична кінокомедія Вуді Аллена, що вийшла на екрани в 1973 році. Головні ролі виконали сам Аллен і Даян Кітон. Американським інститутом кіномистецтва визнана однією з найвеличніших кінокомедій в історії.
У фільмі спародійовано наступні стрічки: «Качиний суп» (1933), «Трамвай „Бажання“» (1951), «Космічна одіссея 2001» (1968), «THX 1138» (1971), «Механічний апельсин» (1971), «Останнє танго в Парижі» (1972) та інші.

## Сюжет
Майлз Монро, людина, що складається з самих недоліків, у 1973 році ліг у лікарню на просту операцію, а прокинувся 200 років потому. Виявляється, весь цей час його тримали в кріогенній камері, а тепер його таємно розморозили вчені-революціонери, оскільки лише він один в суспільстві майбутнього не перебуває на обліку. Фактично його просто не існує. Але вчені зробили неправильний вибір, розморозивши цього маленького очкарика, він і в свій час був недотепою, а тепер, абсолютно не орієнтуючись в суспільстві майбутнього, де править підступний диктатор, поліцейські загони, де немає любові, відносин, де їдять лише штучно вирощені овочі, він стає просто монстром руйнування! Єдина, кому він може довіряти, — красуня Луна, в яку він закохався без пам'яті.

## В ролях
- Вуді Аллен — Майлз Монро
- Дайан Кітон — Місяць Шлоссер
- Джон Бек[en] — Ерно Віндт
- Мері Грегорі[en] — доктор Мелік
- Дон Кіфер[en] — доктор Трайон
- Джон Маклайам[en] — доктор Арагон
- Бартлетт Робінсон[en] — доктор Орвалі
- Джекі Мейсон[en] — робот Тейлор (озвучення, в титрах не вказаний)

## Нагороди
- 1974 — премія «Г'юго» за найкращу постановку
- 1974 — номінація на премію Гільдії сценаристів США за найкращий комедійний сценарій (Вуді Аллен, Маршалл Брікман)
- 1975 — номінація на премію Академії наукової фантастики, фентезі та фільмів жахів за найкращий науково-фантастичний фільм
- 1975 — премія «Неб'юла» за найкращу постановку (Вуді Аллен)